# Faras (Acaya)

Mapa de la antigua Acaya. Faras estaba al norte de Tritea.

Faras (en griego, Φαραί) es el nombre de una antigua ciudad griega de Acaya.
Se trataba de una de las doce ciudades en las que se dividió la región cuando los aqueos llegaron a ella. En la olimpiada 124ª (285-281 a. C.) Faras fue una de las cuatro ciudades que encabezó la reconstrucción de la Liga Aquea.
Pausanias dice que era tributaria de Patras, a la que situaba a 150 estadios, por concesión de Augusto. Menciona que por allí pasaba el río Píero o Peiro (que Estrabón llama Piro). La ciudad poseía un amplio ágora donde se hallaba una pequeña estatua de piedra de Hermes que llamaban  Agoreo y donde había un oráculo. Había también una fuente denominada «Manantial de Hermes» cuyos peces no se pescaban porque se consideraba que estaban consagrados al dios. Junto a la imagen de Hermes se hallaban treinta piedras cuadrangulares que recibían los nombres de los dioses y eran adoradas. A quince estadios de la ciudad se ubicaba un bosque sagrado de los Dióscuros. La ciudad de Tritea se encontraba a 120 estadios.
Estrabón dice que su territorio, donde había una fuente llamada Dirce, limitaba con los de Tritea, Dime, Patras y Leontio. Sus habitantes se llamaban fareos para distinguirse de los fareatas, naturales de otra Fara situada en Mesenia.
Se localiza en la orilla izquierda del río Piro, cerca de la actual población de Isoma.